# Wim Sonneveldprijs
Der Wim Sonneveldprijs oder auch AKF Sonneveldprijs ist ein niederländischer Kleinkunstpreis. Der Preis wird seit 1988 jährlich auf dem Amsterdams Kleinkunst Festival (AKF) an ein neues Kleinkunsttalent vergeben.

## Vergabe
Es gibt drei Auswahlrunden, wonach Voraufführungen folgen. Von den sechs verbleibenden Kandidaten nehmen drei an einem Wettbewerb im Theater DeLaMar teil. Es werden sowohl ein Jury- als auch ein Publikumspreis vergeben. Neben kostenfreien Coachings der meist noch bühnenunerfahrenen Künstler wird der „AKF Shaffy Cheque“, benannt nach dem Chansonnier Ramses Shaffy (1933–2009), in Höhe von 2.500 Euro an die Sieger vergeben. Die Finalisten sind dann eine weitere Woche im Theater Bellevue sowie im Herbst im ganzen Land im Rahmen einer Tournee zu sehen.

## Der Preis
Der Preis besteht aus einer Statuette des Namensgebers Wim Sonneveld (1917–1974), entworfen durch den Amsterdamer Bildhauer Jannes Limperg (1942–2019).
Ab 2015 wird eine Medaille mit einem Durchmesser von etwa 20 cm vergeben, wobei der Publikumspreis einen etwas geringeren Durchmesser hat. Das Metallobjekt hat ein großes Loch in der Mitte und ist leicht verformt. Die erhabene Inschrift lautet: „Amsterdams Kleinkunst Festival“, diese Inschrift wiederholt sich um die Öffnung in der Mitte in Blindenschrift. Auch dieses Objekt wurde von Limperg gestaltet.